# Kikukawa Eizan
En aquest nom japonès, el cognom és Kikukawa.

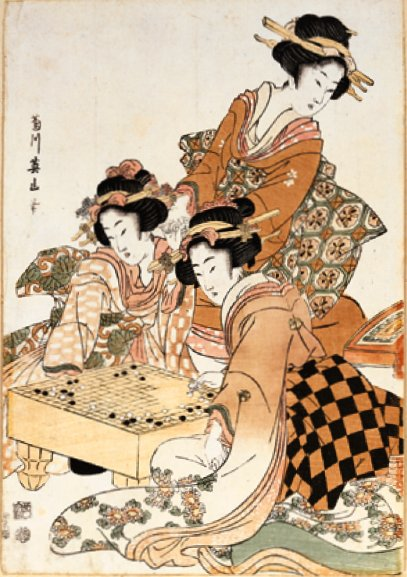
Geisha jugant al Go.

Kikukawa Eizan (1787-1867) (Japonès: 菊 川 英 山) va ser un pintor d'ukiyo-e. Primer va estudiar amb el seu pare, Eiji, un pintor poc conegut de l'Escola Kano. Després va estudiar amb Suzuki Nanrei (1775-1844), un artista de l'Escola Shijo. També es creu que va estudiar amb el pintor d'ukiyo-e, Totoya Hokkei, (1790-1850). Va pintar diverses obres de dones belles el 1830 amb l'estil d'impressió xilogràfica, però va abandonar l'estil de la impressió xilogràfica i es va dedicar a la pintura. No s'ha de confondre amb Harukawa Eizan, un pintor d'ukiyo-e que va viure el 1790.
Al Museu Nacional d'Art de Catalunya es poden veure obres seves.